# Timo Meynhardt

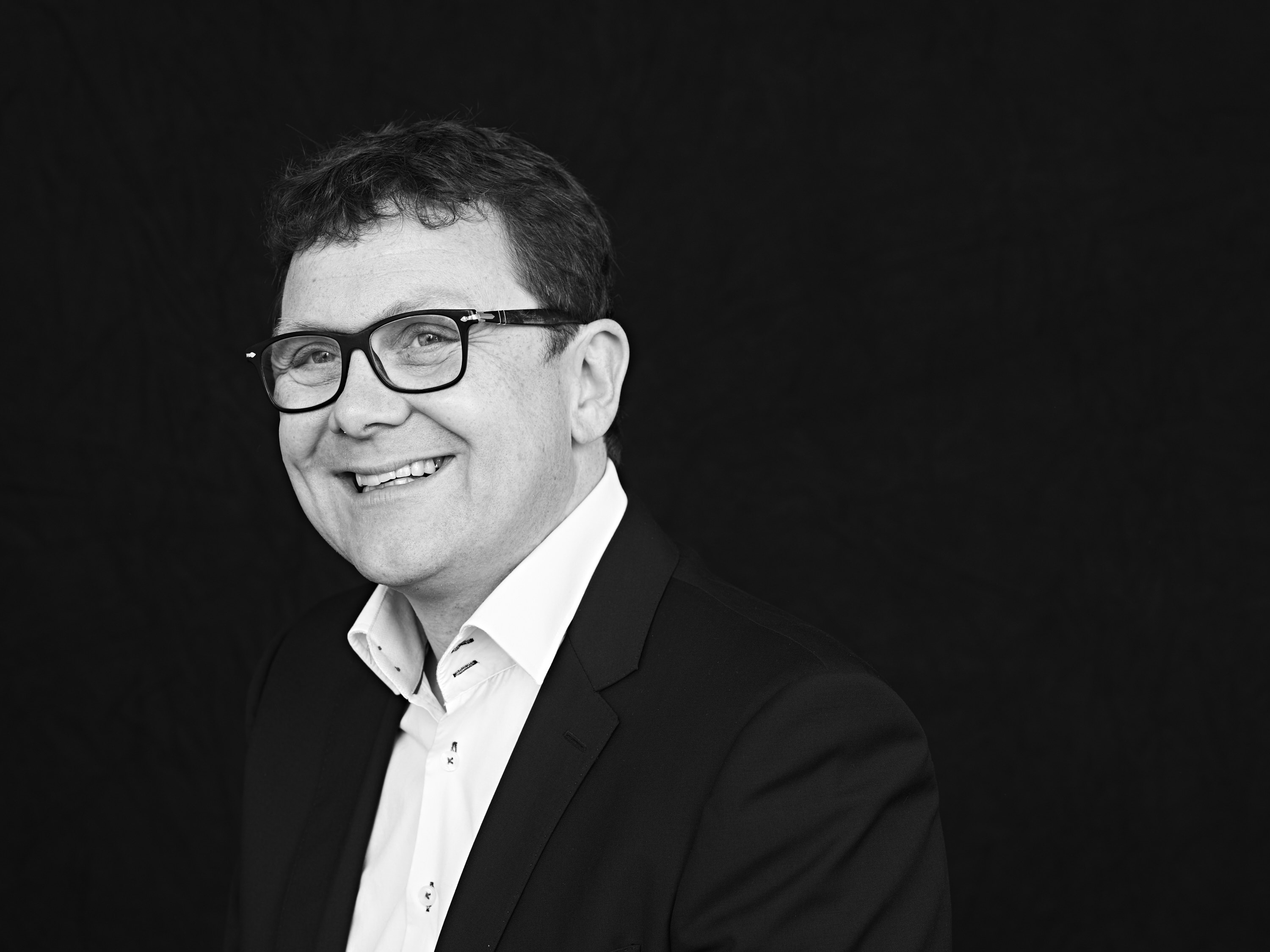
Timo Meynhardt

Timo Meynhardt (* 14. Juli 1972 in Rudolstadt) ist ein deutscher Psychologe und Betriebswirtschaftler. Er zählt zu den Hauptvertretern der gemeinwohlorientierten Führungs- und Managementforschung in Wirtschaft und Verwaltung.
Seit Oktober 2015 ist er Inhaber des Arend-Oetker-Lehrstuhls für Wirtschaftspsychologie und Führung an der privaten Handelshochschule Leipzig. Zudem ist er Managing Director des Center for Leadership and Values in Society an der Universität St. Gallen. Von 2013 bis 2015 war Timo Meynhardt Inhaber des Lehrstuhls für Management an der Leuphana Universität Lüneburg.

## Biographie
Meynhardt wuchs als Sohn eines Dipl.-Agraringenieur-Ökonom und einer Agraringenieur-Ökonomin in Rudolstadt auf. Nach dem Abitur an der EOS Dr. Theodor Neubauer (heute Gymnasium Fridericianum Rudolstadt) studierte er Psychologie an der Friedrich-Schiller-Universität Jena und der Oxford Brookes University (bei Michael Argyle). Nach einem Forschungsaufenthalt an der Peking-Universität schloss er sein Studium in Jena als Diplom-Psychologe ab. Er war Stipendiat der Studienstiftung des deutschen Volkes. 2003 wurde er an der Universität St. Gallen von Peter Gomez  und Emil Walter-Busch mit der Arbeit „Wertwissen: Was Organisationen wirklich bewegt“ zum Dr. oec. promoviert. 2013 habilitierte er sich an ebendieser Universität mit der Venia Legendi für Betriebswirtschaftslehre mit besonderer Berücksichtigung des Organisations- und Personalmanagements. Von 1999 bis 2007 arbeitete er als Practice Expert bei McKinsey & Company, Inc. in Berlin.
Timo Meynhardt ist verheiratet und hat zwei Töchter und einen Sohn.

## Forschungsinteressen
In seiner Forschung kombiniert Meynhardt psychologische und betriebswirtschaftliche Themen miteinander:
- Public Value / Gemeinwohl: Meynhardt hat den St. Galler Public Value-Ansatz in der Denktradition von Peter Drucker und des St. Galler Management-Modells nach Hans Ulrich und Walter Krieg entwickelt. Anhand wertphilosophischer, psychologischer und soziologischer Theorien wird die gesellschaftliche Wertschöpfung einer Organisation konzeptionell erfasst und empirisch untersucht. Damit versucht Meynhardt, die Frage nach dem Gemeinwohlbeitrag von Unternehmen, öffentlichen Verwaltungen und von Nichtregierungsorganisationen für das Management zu beantworten. Unter seiner Leitung wurde der GemeinwohlAtlas Schweiz entwickelt, welcher den Beitrag zum Gemeinwohl der größten Unternehmen und Organisationen aus Sicht der Bevölkerung transparent macht. Nach 2014, 2015 und 2017 wurde am 22. September 2019 bereits der vierte Atlas veröffentlicht.[2] Ein solcher GemeinwohlAtlas wurde 2015 sowie im Mai 2019 auch für Deutschland erstellt.[3] Am 1. Oktober 2020 wurde der GemeinwohlAtlas deutschlandweit erstmals auf Stadtebene für Leipzig veröffentlicht.[4]
- Kompetenzmanagement: Sein Interesse richtet sich auf die Analyse und Bewertung von individuellen Kompetenzen und deren Verknüpfung mit Kernkompetenzen des Unternehmens.
- Leipziger Führungsmodell: Als Mitglied im Kernteam der HHL – Leipzig Graduate School of Management hat er gemeinsam mit Manfred Kirchgeorg, Andreas Pinkwart, Andreas Suchanek und Henning Zülch ein „Leipziger Führungsmodell“[5] entwickelt. Darin wird der Beitrag zum Gemeinwohl (Public Value) als ein Purpose (Sinn und Zweck) charakterisiert, der sich am gesellschaftlichen Nutzen ausrichtet und darüber seine Motivations- und Legitimationsfunktion erhält. Public Value wird damit zu einer Ressource guter Führung.[6][7] Gemäß der Leipziger Formel benötigt ein Purpose immer einen Gemeinwohlbezug.

## Instrumentenentwicklung
Meynhardt hat bisher sieben sozialwissenschaftliche Diagnoseverfahren entwickelt:
- WertwissensGuide:  Auf der Basis von Peter Orliks „Selbstkonzept-Gitter“, welches in der Tradition des Repertory Grid von George A. Kelly steht, hat Meynhardt eine Grid-Variante zur Analyse von Wertwissen in Organisationen entwickelt.[1]

- „Mein Kompetenzprofil“:  Mit diesem internetbasierten Diagnoseverfahren hat Meynhardt ein neuartiges Verfahren zur Erhebung und automatisierten Analyse von Grundkompetenzen entwickelt.[8] Konzeptioneller Bezugspunkt ist die Kompetenzauffassung nach John Erpenbeck und Volker Heyse.[9]

- Public Value Scorecard (gemeinsam mit Peter Gomez): Dieses Instrument setzt Meynhardts Public Value-Theorie in eine Scorecard um. Die fünf vorhandenen Varianten können auf vielfältige Fragestellungen der Unternehmensentwicklung angepasst werden.[10]
- NEO Wertedialog (gemeinsam mit Timm Richter): Mithilfe einer online-basierten Wertezuordnung wird die Unternehmenskultur in den Bereichen Work-Life Balance, Umgang miteinander, Führung und strategische Richtung erfasst und einem Dialog über klassisches und neues Arbeiten zugänglich gemacht. Das Verfahren baut auf der Idee der Wertequadrate nach Friedemann Schulz von Thun auf und wird in adaptierter Form von kununu als Kulturkompass verwendet.[11]
- PVPS – Public Value Promoter Score (gemeinsam mit Fabian Diefenbach und weiteren Mitgliedern des Forum Gemeinwohl e. V.): Mit diesem Verfahren wird der Gemeinwohlbeitrag von Unternehmen und Organisationen analog zum Net Promoter Score erfasst und mit diesem in Beziehung gesetzt.[12][13]
- Publice Value-Skala (gemeinsam mit Anna Jasinenko): Mit diesem Verfahren ist erstmals eine quantitative Erfassung des Gemeinwohlbeitrages (Public Value) von Organisationen und Unternehmen möglich. Eine Kurzvariante bildet die Grundlage für den GemeinwohlAtlas.[14]
- Führungsorientierung-Skala (gemeinsam mit Josephina Steuber und Max Feser): Dieses Verfahren misst die individuelle Ausprägung von Führungsorientierungen, wie sie im Leipziger Führungsmodell beschrieben sind. Dazu gehören Purpose, Verantwortung, Unternehmergeist und Effektivität[15]

## Weitere Ämter
- Mitgründer und Vorsitzender des gemeinnützigen Vereins Forum Gemeinwohl[16]
- Mitinitiator Runder Tisch Gemeinwohl Leipzig[17]
- Mitglied im wissenschaftlichen Beirat von MDRfragt[18]
- wissenschaftlicher Berater des Bundes Katholischer Unternehmer[19]
- Juryvorstand des Public Value Award for Start-Ups[20]

## Auszeichnungen
- Award für den innovativsten Lernansatz, HHL Leipzig Graduate School of Management (2022)[21]
- Best Lecturer Award, HHL Leipzig Graduate School of Management (2017)[21]
- Peter Werhahn-Gedächtnispreis, Universität St. Gallen (2003)
- Examenspreis der Fakultät für Sozial- und Verhaltenswissenschaften der Friedrich-Schiller-Universität Jena (1999)

## Varia
2024 veröffentlichte die Handelshochschule Leipzig ein von Meynhardt geführtes autobiografisches Videointerview mit Arend Oetker. Zur Motivation für dieses filmische Zeitdokument im Stil der Gesprächsreihe Zur Person von Günter Gaus sagte Meynhardt: „Mir war es ein großes Anliegen, Arend Oetker vor der Kamera ein Stück näher zu kommen und zu verstehen, was ihn antreibt. Im Interview gab es für mich Momente leiser Überraschung und persönlicher Einsicht. Herr Oetker hat eine unternehmerische Orientierung bei allem, was er anpackt. Er verkörpert für mich in seiner Haltung die Kernidee des Leipziger Führungsmodells in seiner Ausrichtung auf Gemeinwohlorientierung und Verantwortung.“

## Timotar – Virtueller Professor
Timo Meynhardt entwickelte mit seiner Tochter Charlotte Meynhardt den interaktiven Chatbot „Timotar“ und hat damit Anfang 2025 bundesweit für Schlagzeilen gesorgt. Zum Zeitpunkt der Veröffentlichung durch die Leipzig Graduate School of Management war weltweit kein anderer Professor bekannt, der einen vergleichbaren Ansatz für die Lehre und Coaching nutzt.
Die Basis für die KI-gestützte Lösung sind Meynhardts Publikationen in den Bereichen Wirtschaftspsychologie, Führung und Gemeinwohl. Diese bilden die Grundlage für das individuelle Gespräch mit dem lebensechten Avatar, der mit jeder Interaktion dazulernt und permanent mit neuen Texten ergänzt wird. Studierende und allgemein Interessierte können Timotar jederzeit und in fast 30 Sprachen nutzen. „Wir erleben gerade eine Bildungsrevolution ersten Ranges... Ich gehe davon aus, dass wir unsere Rolle als Lehrende neu definieren müssen“, erklärte Meynhardt.